# Falcão-peregrino
O falcão-peregrino (Falco peregrinus) é uma ave de rapina diurna de médio porte que pode ser encontrada em todos os continentes exceto na Antártida. A espécie prefere habitats em zonas montanhosas ou costeiras, mas pode também ser encontrado em grandes cidades como Nova Iorque. Na América do Sul, ele só surge como espécie migratória, não nidificando aqui. Como ave reprodutora, é substituído na América do Sul por uma espécie similar e um pouco menor, o falcão-de-peito-laranja.
Atualmente a ave é considerada o animal mais veloz do mundo, podendo atingir cerca de 320 km/h ou mais.
Na mitologia egípcia, o falcão-peregrino (ou o falcão-lanário) é o animal utilizado para representar os deuses Hórus e Rá.

## Estatuto de conservação
A nível global é considerado pouco preocupante (LC).
Em Portugal é considerada vulnerável (VU).

## Proteção legal
- Decreto-Lei nº 140/99 de 24 de Abril, Transposição da Directiva Aves 79/409/CEE de 2 de Abril de 1979, com a redação dada pelo Decreto-Lei nº 49/2005 de 24 de Fevereiro – Anexo I
- Decreto-Lei nº 316/89 de 22 de Setembro, transposição para a legislação nacional da Convenção de Berna – Anexo II
- Decreto-lei nº 103/80 de 11 de Outubro, transposição para a legislação nacional da Convenção de Bona – Anexo II
- Decreto-Lei nº 114/90 de 5 de Abril, transposição da Convenção e Washington (CITES)
- Regulamento CE nº 1332/2005 de 9 de Agosto (alteração ao Reg. CE nº 338/97 de 9 de Dezembro) – Anexo I-A

## História evolutiva
O que diferencia os falcões das demais aves de rapina é o fato de terem evoluído no sentido de uma especialização no voo em velocidade (em oposição ao voo planado das águias e abutres e ao voo acrobático dos gaviões), facilitado pelas asas pontiagudas e finas, favorecendo a caça em espaços abertos – daí o fato dos falcões não serem aves de ambientes florestais, preferindo montanhas e penhascos, pradarias, estepes e desertos.

## Morfologia

### Morfologia Externa
O falcão peregrino é uma ave de médio porte, corpo compacto, pescoço curto e cabeça arredondada com grandes olhos negros. Na Península Ibérica, o comprimento do falcão peregrino varia entre os 40 e os 50 cm, o peso médio de um macho adulto é de 600 gramas e o de uma fêmea de 900 gramas, aproximadamente.
A perfeita e rápida locomoção no ar deve-se a diversas adaptações. Sendo uma ave, o seu corpo é revestido com penas, que têm origem na epiderme, as quais têm uma função isoladora e são impermeáveis. No geral, as penas apresentam uma cor azul-acinzentada com listas escuras, sendo as das asas rígidas e as restantes bem justas ao corpo. Na cabeça têm uma coroa preta, a cauda tem pontas brancas e a sua barriga esbranquiçada apresenta pintas. As asas apresentam uma envergadura entre os 80 e os 115 centímetros. A sua cauda é curta, ao contrário das suas asas que são longas e pontiagudas, e as patas estreitas e longas. Todo o seu corpo se encontra bem adaptado às suas performances de voo.

### Dimorfismo sexual
As suas dimensões variam consoante a sua subespécie e o macho é menos corpulento do que a fêmea (dimorfismo sexual). Ela, mais corpulenta e cinzenta; ele, mais franzino do que a fêmea, escuro e desconfiado.

## Ecologia

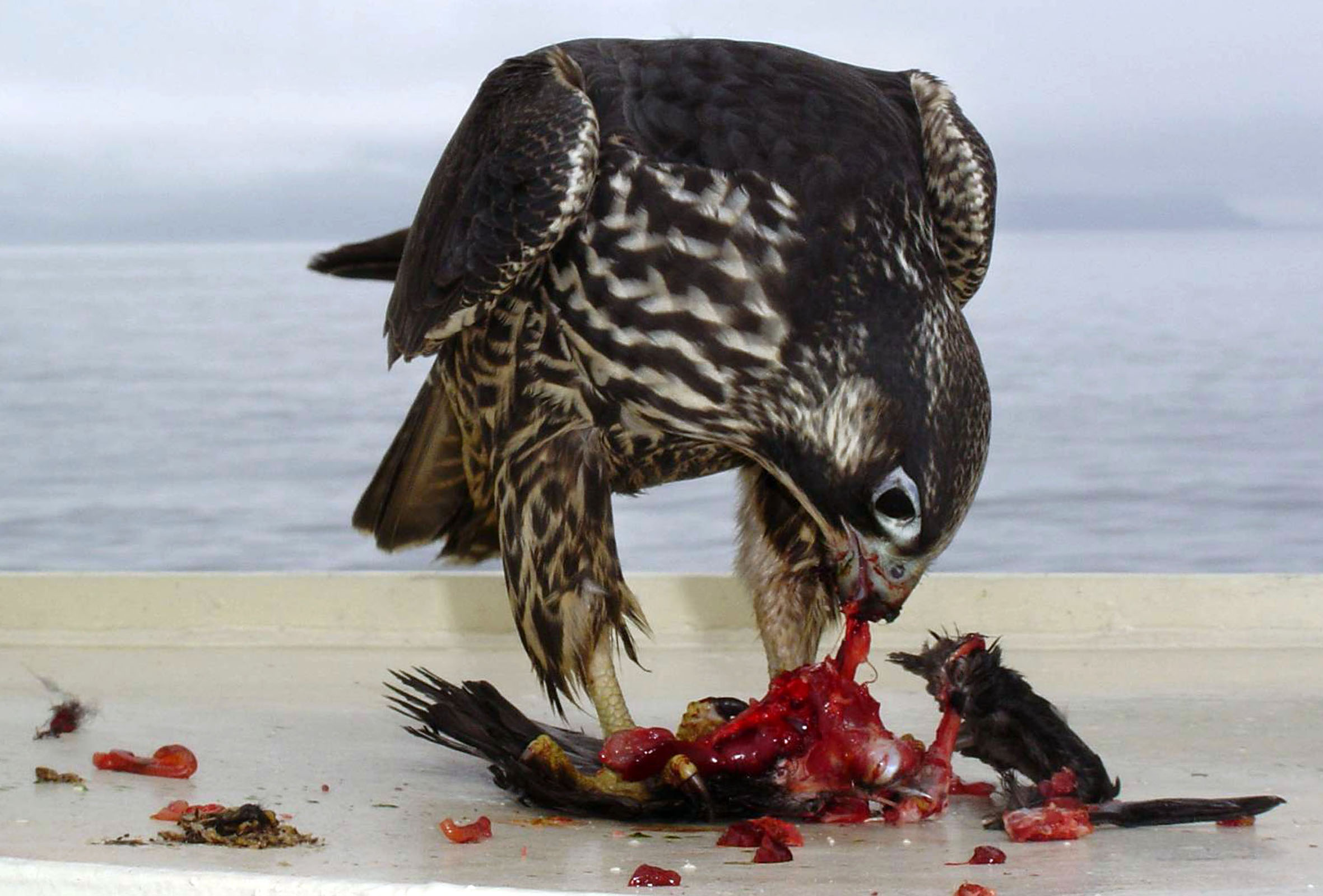
Falcão-peregrino pousado num navio, enquanto come sua presa

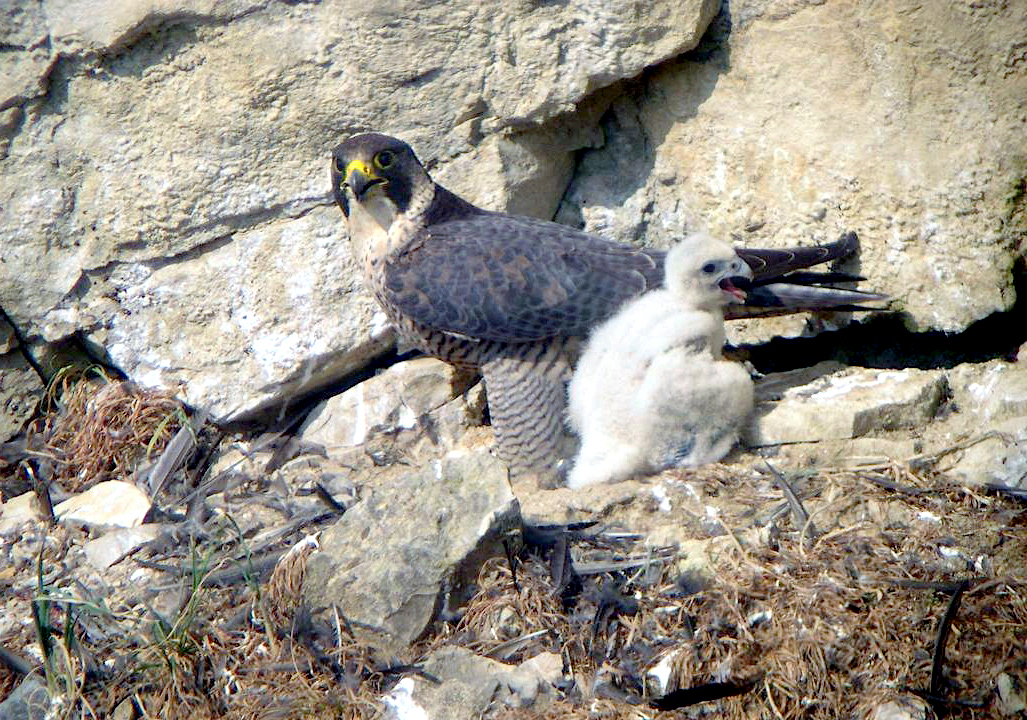
Falcão-peregrino progenitor com cria num ninho

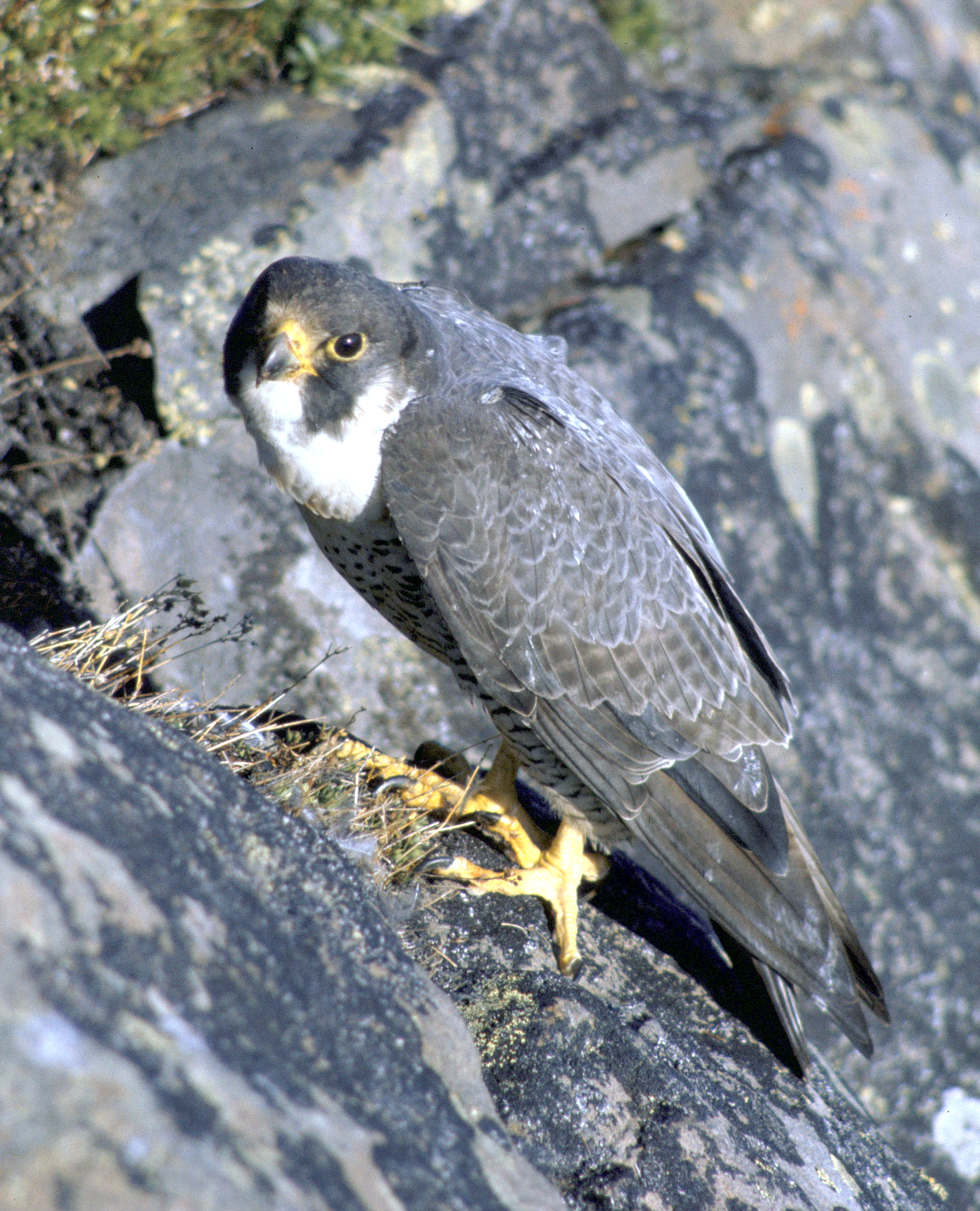
Falcão-peregrino adulto no ninho

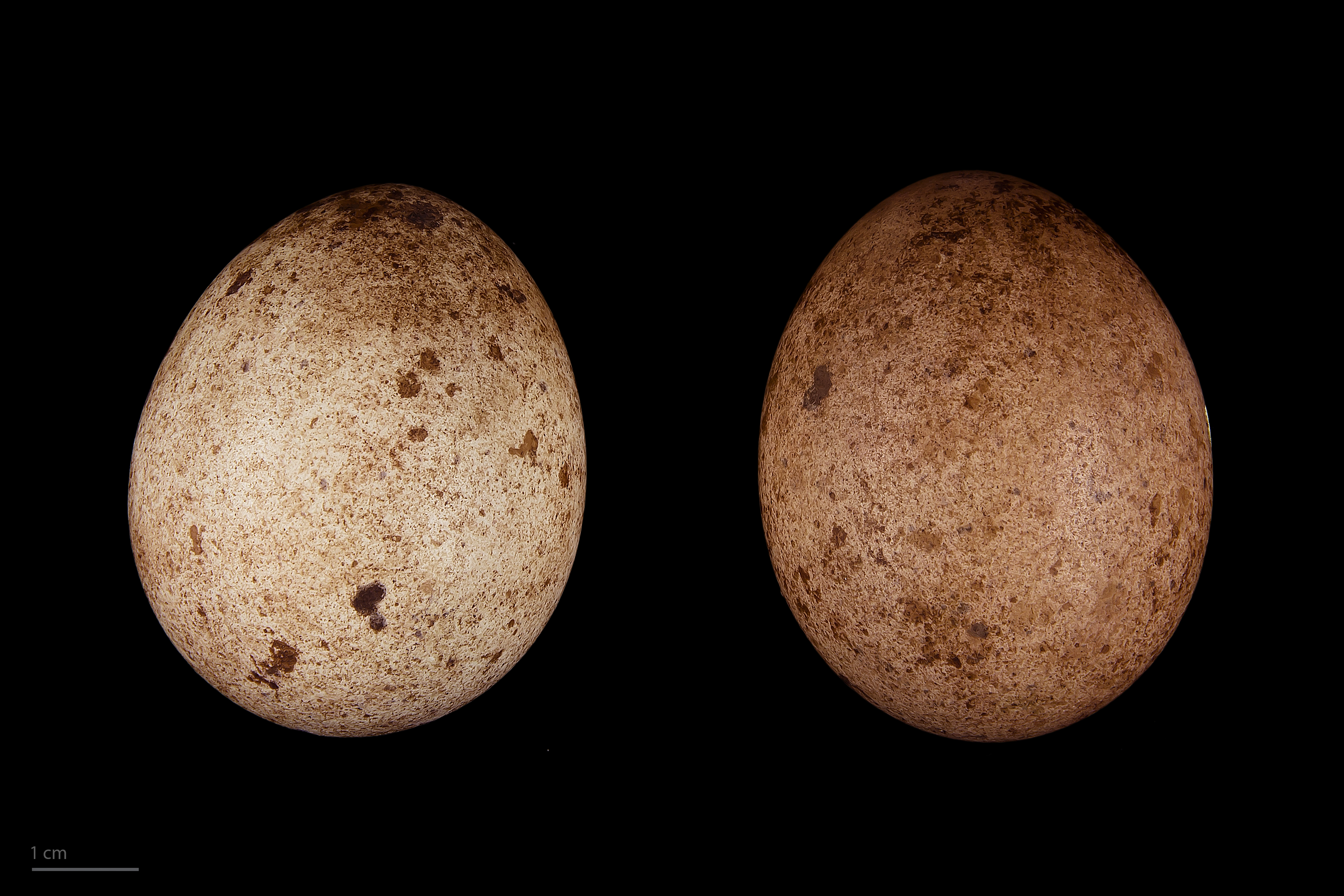
Falco peregrinus - MHNT

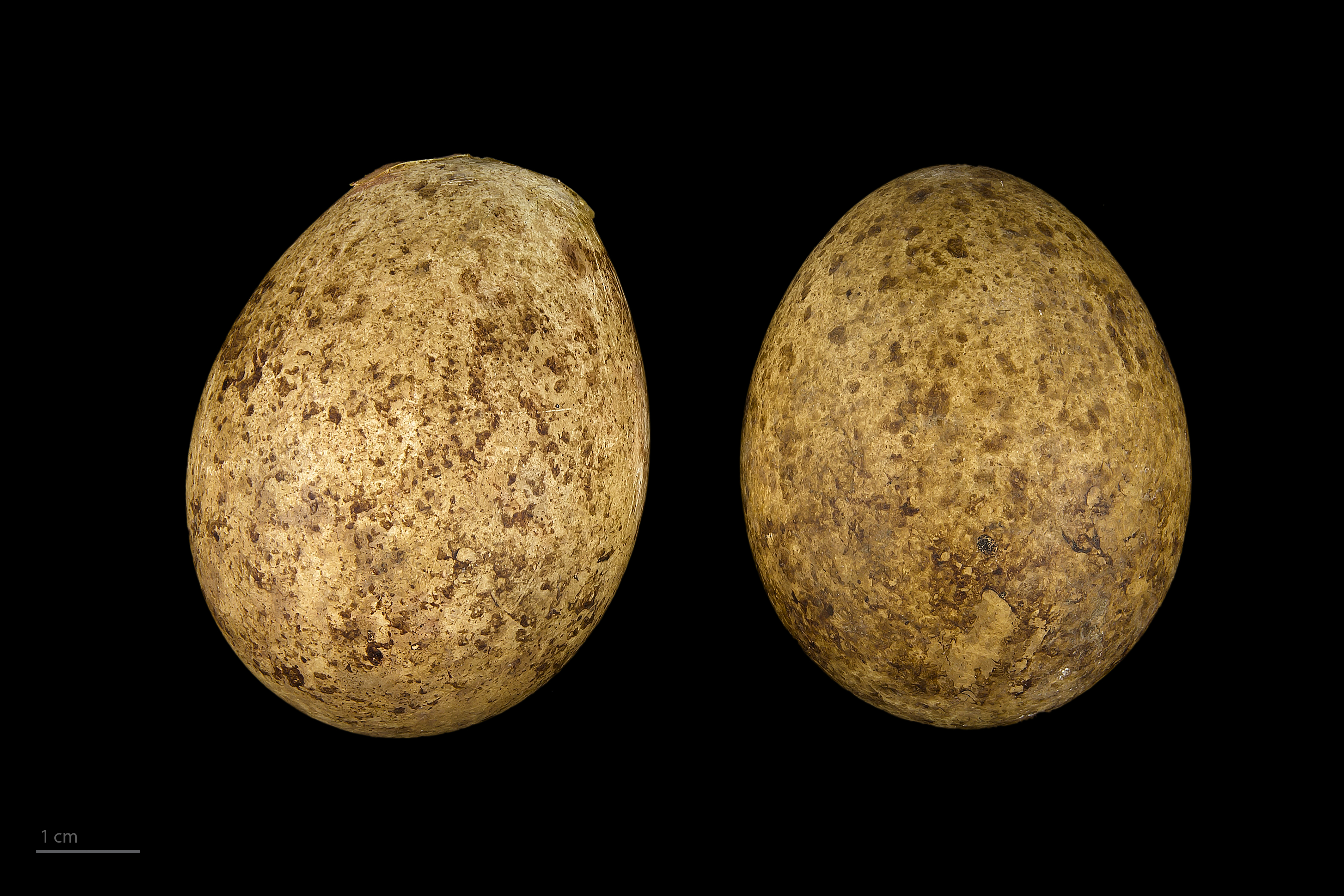
Falco peregrinus madens - MHNT

### Atividade
Esta ave possuí hábitos diurnos, apesar de por vezes também apresentar atividades noturnas.

### Hábitos alimentares
É uma espécie ornitófaga, isto é, alimenta-se quase exclusivamente de outras aves, que alcança facilmente no voo. Na maior parte dos casos, a composição da dieta reflete a composição da avifauna existente na sua área vital. É uma das mais rápidas aves, o seu mergulho chega a 385 km/h. O choque que a presa leva ao ser atingida em pleno voo pelas garras do peregrino é tão forte que morre instantaneamente. A sua presa de eleição é o Pombo-da-Rocha (Columba livia), que frequentemente constitui mais de 50% da dieta.
 Este fato dever-se-á não apenas à abundância de pombos, como ao fato destes constituírem uma refeição altamente energética e de dimensões ótimas para a caça e transporte em voo. Caça usualmente sozinho, podendo também haver uma cooperação entre pares.
Requer extensos campos abertos para caçar, incluindo biótopos estepárias, zonas úmidas e arribas costeiras. Caça também nas proximidades de encostas escarpadas e falésias aproveitando a surpresa e o desnível para alcançar as suas presas em voo.
Como ave que frequenta ambientes urbanos atrás de presas como os pombos, o falcão-peregrino às vezes não pode consumir as aves que abate por conta do tráfego de pessoas e viaturas; em Santos, no litoral paulista, é comum achar pombos mortos abatidos por falcões-peregrinos migratórios (Falco peregrinus tundrius) e abandonados na via pública. Note-se também que, no que diz respeito à escolha de suas presas, o falcão-peregrino é oportunista, caçando quaisquer aves presentes na sua área de ocorrência: nos manguezais de Cubatão, por exemplo, caça inclusive exemplares juvenis de guará (Eudocinus ruber).

### Comunicação
Os falcões emitem uma notável variabilidade de sons dependendo das situações, do sexo e da idade. Todos eles são combinações de sons mais ou menos largos e mais ou menos agudos.

### Habitats
Nidifica em arribas marítimas, também em ilhas rochosas ou em precipícios em zonas montanhosas, e ao longo de vales de rios. Dado a sua adaptabilidade, e em situações sem perturbação, encontra-se por vezes em estruturas altas e inacessíveis construídas pelo Homem , como torres, ruínas, antenas e pontes. Evita zonas com intensa atividade humana, ou florestas densas, pântanos com vegetação densa, extensas áreas de planície e zonas agrícolas, e áreas cobertas e extensas de água. No Inverno o Falcão-peregrino está associado a zonas abertas com abundância de presas. Dormem de noite em sítios abrigados, em superfícies rochosas, e às vezes recorrem também a árvores.
Antes da postura, o casal dorme junto no penhasco escolhido para nidificar e durante a incubação o macho dorme noutro lugar.

### Inimigos naturais
O falcão-peregrino é muita vezes vítima de outras aves de rapina que roubam as suas presas, à semelhança dos leopardos, que muitas vezes vêem a sua refeição assaltada por hienas. Como predador solitário, o falcão não pode arriscar morrer de inanição por ferimentos obtidos numa luta por uma presa já abatida.

### Longevidade
A maior esperança de vida conhecida de um falcão peregrino em cativeiro é de 25 anos.

## Distribuição
Espécie cosmopolita no Mundo, só não existindo na Antártida. Ocorre em grande parte da Eurásia e nidifica na maioria dos países europeus. As populações do norte e do leste do Paleárctico Ocidental são fundamentalmente migradoras, enquanto que as do sul e do oeste são sedentárias, com as populações intermédias movimentos nómades e dispersos, em particular as mais setentrionais.

### Em Portugal
Em Portugal, o falcão-peregrino tem uma distribuição bastante alargada, embora dispersa, que compreende grande parte da região Norte e a parte central da região Centro e ainda as arribas marinhas de Portimão-Alvor até Sines, da serra da Arrábida até ao Cabo Mondego, não ocorrendo ou sendo raro na restante área.
Na faixa costeira do Parque Natural do Sudoeste Alentejano e Costa Vicentina (PNSACV), encontra-se uma boa percentagem das aves que vivem em Portugal. Segundo o Instituto de Conservação da Natureza e da Biodiversidade (ICNB), há apenas 79 a 100 casais de falcões-peregrinos em Portugal.

## Factores de ameaça
- Envenenamento com insecticidas organoclorados como o DDT.
- O abate a tiro, nomeadamente na caça aos pombos nas falésias marinhas e a diminuição desta presa potencial poderão também ter contribuído para o declínio destes falcões no passado.
- O roubo de ovos para colecionismo e de crias para falcoaria já deverá ter tido mais importância, mas não deixa de merecer ainda assim preocupação.
- A mortalidade por electrocussão ou colisão em linhas de transporte de energia é uma realidade em Portugal.
- Pode ser afetado por morbilidade e mortalidade causadas por doenças transmitidas pelos pombos.
- A destruição e degradação de habitat, a abertura de acessos perto de fragas inferiores e falésias marinhas, bem como o aumento da perturbação causada por várias atividades de turismo e lazer na proximidade dos ninhos, poderão levar ao abandono ou inviabilizar a recolonização de antigos territórios.

### CasoDDT
O falcão-peregrino é muito sensível ao envenenamento com inseticidas organoclorados como o DDT, com os quais entra em contacto através da gordura de suas presas, e que provocam enfraquecimento da casca de seus ovos e esterilidade. O uso do DDT afetou gravemente as populações residentes na Europa ocidental e América do Norte durante as décadas de 1950 e 1960. A situação foi invertida com o banimento destes compostos das práticas agrícolas e pela liberação na natureza de indivíduos criados em cativeiro. Segundo Helmut Sick, este esforço de recuperação por liberação de animais criados em cativeiro (alguns mestiços de subespécies diferentes) reduziu a intensidade da migração de falcões do leste da América do Norte para o Brasil, já que parte das populações recuperadas perdeu o hábito migratório. Os falcões-peregrinos presentes no Brasil entre outubro e abril, durante o inverno boreal, pertencem à subespécie F. p. tundrius, mais ártica; outra subespécie norte-americana, F. p. anatum, é residente, não migrando para a América do Sul. Contudo, desconhecem-se efeitos nesta espécie dos pesticidas atualmente utilizados em Portugal.

## Medidas de conservação
- Reavivar e intensificar campanhas de sensibilização e de conservação da fauna, em particular das aves de rapina e outros predadores, dirigidas a caçadores, guardas e gestores de caça, afim de minimizar ou erradicar o abate ilegal e roubo de ninhos;
- Sensibilização dos agricultores para adoção de boas práticas agrícolas, tanto em termos da racionalização no emprego dos pesticidas, como da utilização preferencial pela luta integrada e de produtos de mais rápida e inofensiva degradação;
- Reforço da fiscalização e uma aplicação mais efectiva da lei, relativamente às infracções e crimes contra a natureza e as aves de rapina em particular. Neste aspecto, não devem ser esquecidos a fiscalização e um controlo apertado sobre animais comercializados e utilizados em falcoaria e cetraria, nomeadamente sobre as suas proveniências;
- Incentivo ao recurso mais generalizado das medidas agro-ambientais junto a proprietários e produtos agrícolas, de modo a ser mantida a agricultura e pecuária extensivas, pastagens e pousios;
- Condicionamento temporal do acesso e das atividades nas proximidades dos locais de ninhos e sensibilização do público em geral e dos praticantes de desportos radicais, em particular, para a conservação das espécies rupícolas ameaçadas e minimização da sua perturbação.

- Commons
- Wikispecies